# Невиновный (фильм)
«Невиновный» (англ. An Innocent Man) — американский кинофильм, триллер режиссёра Питера Йетса с Томом Селлеком в главной роли.

## Сюжет
Джимми Рейнвуд (Том Селлек) — образцовый гражданин. Он женат на красивой женщине и счастлив в браке, живёт в отличном доме в Лонг Бич (Калифорния), работает авиамехаником, ездит на машине Pontiac Trans Am, исправно платит налоги и вполне доволен своей успешной обычной жизнью.
Двое полицейских, Майк Парнелл и Дэнни Скалайз, специализируются в налётах на наркопритоны. После каждого такого налёта они сдают торговцев властям, но присваивают часть найденных наркотиков для себя и для продажи наркоторговцам.
Однажды, находясь «под кайфом», Парнелл неверно записал адрес очередной жертвы. Полицейские вломились в дом Джимми в надежде на хорошую наживу. Рэйнвуд как раз выходил из ванной с феном в руке, и Парнелл выстрелил в него, думая, что это оружие. Чтобы замять дело, они вложили Джимми в руку пистолет, пока тот был без сознания, и сфабриковали против него дело. Джимми на шесть лет угодил за решётку.

## В ролях
- Том Селлек — Джимми (Рейнс) Рейнвуд
- Ф. Мюррей Абрахам — Вирджил Кейн
- Лайла Робинс — Кейт Рейнвуд
- Дэвид Раш — детектив Майк Парнелл
- Ричард Янг — детектив Дэнни Скалайз
- Баджа Джола — Джон Фитцджеральд
- Тодд Графф — Робби
- Эм Си Гейни — Малкольм
- Брюс Янг — Джинглс
- Филип Бейкер Холл — судья Кеннет Лавет
- Тобин Белл
- Мэгги Бэрд
- Эрни Лайвли

1. ↑  Box Office Mojo (англ.) — 1999.